# Curryho–Howardův isomorfismus
Curryho–Howardův isomorfismus je v logice a teorii typů rovnocennost mezi typy a formulemi, resp. jejich důkazy.
Logickým objektům (konektivům a konstantám) odpovídají typy takto:
| Výroková logika | Teorie typů    |
| --------------- | -------------- |
| implikace       | funkční typ    |
| konjunkce       | součinový typ  |
| disjunkce       | součtový typ   |
| pravda          | jednotkový typ |
| nepravda        | prázdný typ    |

Kvantifikátory v logice prvního řádu odpovídají závislostním typům:
| Predikátová logika       | Teorie typů             |
| ------------------------ | ----------------------- |
| {\displaystyle \forall } | zobecněný součinový typ |
| {\displaystyle \exists } | zobecněný součtový typ  |

Pro rovnost se používá zvláštní typ {\displaystyle a=_{A}b}, jehož jedinou hodnotou je Refl.
Konkrétní hodnoty jednotlivých typů přímo odpovídají důkazům formulí.